# Platensina trimaculata
Platensina trimaculata es una especie de insecto del género Platensina de la familia Tephritidae del orden Diptera.

## Historia
Hardy y Drew la describieron científicamente por primera vez en el año 1996.